# Amblycratus lineata
Amblycratus lineata är en insektsart som först beskrevs av Philip Reese Uhler 1895.  Amblycratus lineata ingår i släktet Amblycratus och familjen vedstritar. Inga underarter finns listade i Catalogue of Life.